# Thunbergia lancifolia
Thunbergia lancifolia är en akantusväxtart som beskrevs av T. Anders.. Thunbergia lancifolia ingår i släktet thunbergior, och familjen akantusväxter. Inga underarter finns listade i Catalogue of Life.